# Pedersenberg
Der Pedersenberg ist ein 2450 m hoher Berg im ostantarktischen Viktorialands. Er ist einer der Gipfel der Lawrence Peaks in den Victory Mountains und ragt westlich des Seafarer-Gletschers auf.
Wissenschaftler der deutschen Expedition GANOVEX III (1982–1983) nahmen seine Benennung vor. Namensgeber ist Per Pedersen, ein Besatzungsmitglied auf dem Forschungsschiff Polar Queen bei dieser Expedition.